# Тратц, Эдуард Пауль
Эдуард Пауль Тратц (нем. Eduard Paul Tratz, 25 сентября 1888, Зальцбург, Австро-Венгрия — 5 января 1977, Зальцбург) — австрийский зоолог и орнитолог, сотрудник Аненербе, гауптштурмфюрер СС.

## Биография
Изучал зоологию в Инсбрукском университете. Работал в различных европейских музеях, в том числе в 1910—1911 гг. в Сараеве и Берлине. В 1912—1913 гг. работал на биологической станции на острове Гельголанд. В 1913 г. организовал орнитологическую станцию на Бриони (в то время территория Австро-Венгрии). Основатель Орнитологического института (1914) и музея Дом природы (1924) в Зальцбурге. В 1923 г. стал почётным доктором, с 1935 г. — профессором Инсбрукского университета.
В январе 1939 г. Дом природы вошёл в состав Аненербе в виде учебно-исследовательского отдела изобразительного и прикладного естествознания. Тратц, работавший директором Дома природы, возглавил отдел. Выступал с различными заявлениями о теории эволюции в духе национал-социализма:

В дикой природе калеки и ублюдки безжалостно выбраковываются — так и многие самобытные племена придерживаются естественного отбора… Так и народ может остаться здоровым и сильным телом и духом только в том случае, если он подчиняется этому закону природы хотя бы в некоторой мере в обход эмоций.

После войны снова стал директором Дома природы. С 1963 г. почётный гражданин Зальцбурга.

## Награды
- Орден крови
- Кольцо «Мёртвая голова»

## Сочинения
- Versuch einer Bearbeitung des Herbstzuges der Waldschnepfe auf Helgoland nach historischem und modernem Material, Neudamm 1913.
- Alpenländisches Vogelmerkbüchlein, Salzburg 1919.
- Vom Leben der Beschwingten, Leipzig 1923.
- Alpenvögel — Ein Handbuch zur Auffindung und Beobachtung der Vögel in den österreichischen Alpenländern, Salzburg 1930.
- Vom Auto aus — Beobachtungen und Betrachtungen, 1931.
- Alpenwild in Vergangenheit und Gegenwart, Salzburg 1934.
- Natur ist alles. Ein Buch zum Lesen, Anschauen und Nachdenken, Berlin 1943.
- Tiere der Berge, Seebruck am Chiemsee 1953.
- KWA HERI! Ostafrikanische Safari; Salzburg 1966.
- Das große Ostalpenbuch, Wien/München 1969.
- 45 Jahre Haus der Natur, 1969.
- Die Zukunftsaufgabe der naturhistorischen Museen, 1970.